# Andrzej Wajda
Andrzej Witold Wajda (Suwałki, 6 de março de 1926 – Varsóvia, 9 de outubro de 2016) foi um diretor de cinema polaco.

## Vida
Começou a estudar cinema logo após a Segunda Guerra Mundial, na qual participou lutando com a Resistência Francesa, em 1942.
A história e política da Polônia é dominante em sua obra. Foi senador pelo país.
Em abril de 2000, Andrzej Wajda doou a estatueta do Óscar honorário que havia ganho naquele mesmo ano ao Museu da Universidade Jaguelônica, em Cracóvia.

## Filmografia
- 1954 – Geração (Pokolenie)
- 1957 – Kanal
- 1958 – Cinzas e diamantes (Popiół i diament)
- 1959 – Lotna
- 1962 – Um Amor aos Vinte Anos (L'Amour à Vingt Ans)
- 1969 – Tudo a Venda (Wszystko na sprzedaz)
- 1970 – Paisagem após a Batalha (Krajobraz po bitwie)
- 1970 – O Bosque de Bétulas (Brzezina)
- 1973 – Bodas (Wesele)
- 1975 – Terra Prometida (Ziemia obiecana)
- 1976 – O Homem de Mármore (Człowiek z marmuru)
- 1978 – Sem anestesia (Bez znieczulenia)
- 1979 – As Senhoritas de Wilko (Panny z Wilka)
- 1980 – O Maestro (Dyrygent)
- 1981 – O homem de ferro (Człowiek z żelaza)
- 1983 – Danton
- 1983 – Um Amor na Alemanha (Eine Liebe in Deutschland)
- 1988 – Os Possessos (Les possédés)
- 1990 – As 200 Crianças do Dr.Korczak (Korczak)
- 1995 – Semana Santa (Wielki tydzien)
- 1997 – Senhorita Ninguém (Panna Nikt)
- 1999 – O Senhor Tadeu (Pan Tadeusz)
- 2002 – A Vingança (Zemsta)
- 2007 – Katyń
- 2009 – Doce Perfume (Tatarak)
- 2013 – Wałęsa

## Principais prêmios e homenagens
Oscar
- 2000 – Recebeu um Oscar honorário da Academia de Artes e Ciências Cinematográficas de Hollywood.

Festival de Berlim
- 2006 – Recebeu um Leão de Ouro honorário.
- 1996 – Recebeu um Leão de Prata por sua contribuição para a arte do cinema.

BAFTA
- 1984 – Recebeu o prêmio BAFTA por Danton.

Festival de Cannes
- 1981 – Recebeu a Palma de Ouro e o Prêmio do Júri Ecumênico por O homem de ferro.
- 1979 – Recebeu o Prêmio do Júri Ecumênico por Sem anestesia.
- 1978 – Recebeu o Prêmio FIPRESCI por O homem de mármore.
- 1957 – Recebeu o Prêmio Especial do Júri por Kanal.

Prêmio César
- 1983 – Recebeu o prêmio na categoria de Melhor Diretor por Danton.

Prêmio David di Donatello
- 1978 – Recebeu o Prêmio Luchino Visconti.

Festival de Moscou
- 1975 – Recebeu o Prêmio de Ouro por Ziemia obiecana (Terra prometida).
- 1971 – Recebeu o Prêmio de Ouro por Brzezina